# Siebengebirge (Schiff, 1969)
Die Autofähre Siebengebirge war bei der Fährgesellschaft Honnef Pool im Einsatz. Sie verband bis Juli 2015 ganzjährig das linke mit dem rechten Rheinufer zwischen Rolandseck und Bad Honnef.

## Geschichte und Einsatz

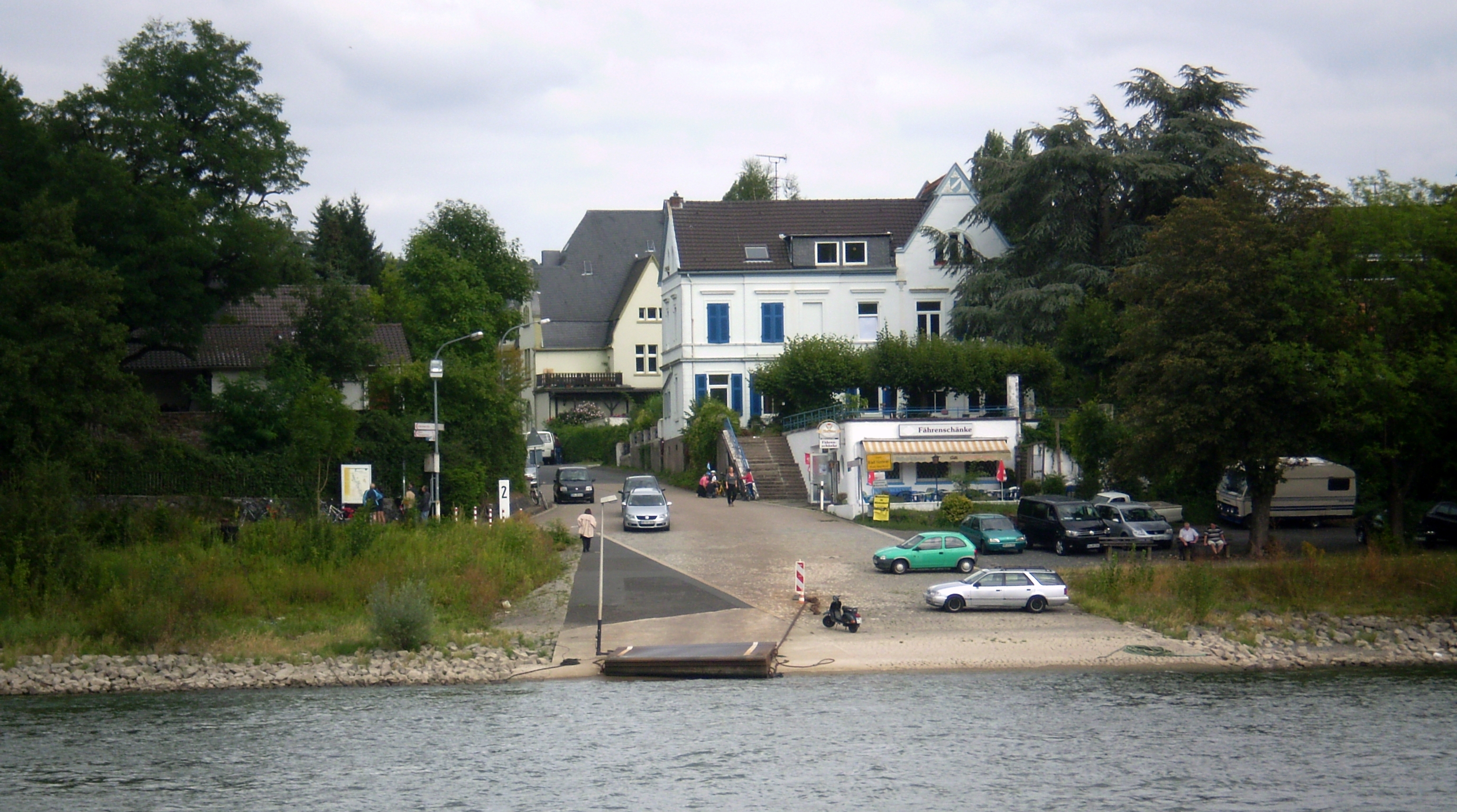
Fähranlegestelle in Bad Honnef

Die Siebengebirge war der 96. Neubau der Schiffswerft Schmidt aus Remagen-Oberwinter. Die Fähre wurde seit 1969 auf der Strecke zwischen Rolandseck und Bad Honnef (Ortsteil Lohfeld) bei Stromkilometer 640 eingesetzt. Sie querte den Fluss werktags zwischen 6:30 und 21 Uhr, an Sonn- und Feiertagen zwischen 8 und 21 Uhr. Abweichende Abfahrtzeiten galten für Weihnachten und den Jahreswechsel. Der Fährbetrieb wurde bei einem Pegelstand von 880 cm am Pegel Andernach eingestellt.
Im Frühjahr 2013 wurde bekannt, dass die Siebengebirge im Jahr 2015 durch ein neueres Schiff gleichen Namens ersetzt werden soll. Dies wird vor allem mit der hohen Auslastung der Fähre begründet. Das neuere und größere Schiff kann das Fahrzeugaufkommen besser und schneller bewältigen. Es wurde auf der Lux-Werft in Mondorf gebaut und im Juli 2015 in Dienst gestellt. Das alte Fährschiff soll verkauft werden.
Im Juli 2013 havarierte die Fähre bei einer Überfahrt von Rolandseck in Richtung Bad Honnef kurz nach dem Ablegen. Aufgrund eines Maschinenschadens trieb die Fähre antriebslos auf dem Rhein und musste nach einer Notankerung von der Feuerwehr per Rettungsschiff zum Anleger nach Bad Honnef gezogen werden. Es gab jedoch keine Verletzten unter den 55 Passagieren an Bord.
Die niederländische Küstenwache berichtete, dass die Fähre bei einer Schleppfahrt von Deutschland nach Finnland am 30. April 2017 westlich der Insel Texel gekentert und gesunken sei. An Bord waren keine Personen. Die Havarie-Ursache werde untersucht; das Schiff war nicht für maritimen Einsatz gebaut. Ein ähnliches Schicksal traf die Vorgänger-Fähre Rheinhilde, die 1990 bei einer geschleppten Überführungsfahrt auf der Nordsee sank.

## Technische Beschreibung

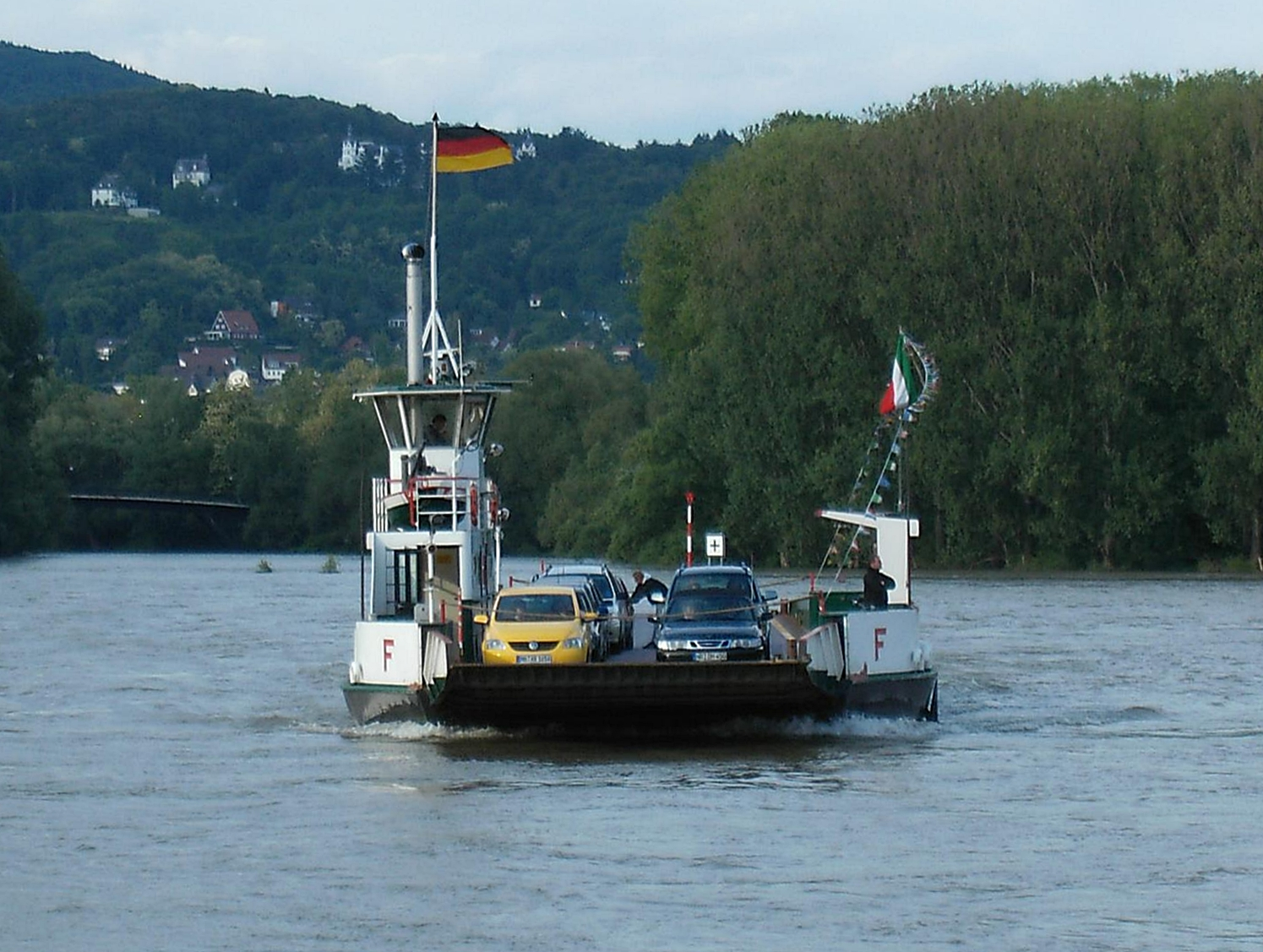
Die Siebengebirge bei einer Überfahrt (2006)

Die Fähre war über alles 39,5 m lang und 9,5 m breit. Der 27,5 m lange Rumpf war pontonartig in Längsspantenbauweise gebaut, vollständig geschweißt und durch Schotten in elf wasserdichte Abteilungen unterteilt. Die Siebengebirge wurde von zwei Sechszylinder-Dieselmotoren von MAN mit jeweils 178 kW über zwei Schottel-Ruderpropeller angetrieben.
Das Deck der Fähre war 27,5 m lang und 8,7 m breit, die Fahrbahn 5,25 m breit. Fahrzeuge und Personen gelangten über 6 m lange Klappen auf die Fähre. Die maximal zulässige Gesamtlast der Fähre betrug 60 Tonnen.
Das Deckhaus der Fähre bot einen Fahrgastraum sowie einen Aufenthaltsraum für Mitarbeiter der Fähre. Hinzu kam ein WC und ein Werkstattraum. Darauf aufgebaut war das Führerhaus der Fähre, sowie ein aufliegendes Rettungsboot.